# エディ・カリー
エディ・アンソニー・カリー・ジュニア（Eddy Anthony Curry Jr., 1982年12月5日 - ）は、アメリカ合衆国・イリノイ州ハーベイ出身の元プロバスケットボール選手。ポジションはセンター。

## 経歴
少年時代は体操競技選手になることを夢見ていた。ソーンウッド高校を卒業後、大学には進まず2001年のNBAドラフトでシカゴ・ブルズから1巡目4位指名でNBA入り。同じく高卒で同じ年にブルズに入団したタイソン・チャンドラーと共に将来を嘱望され、ブルズの伝説的スター、マイケル・ジョーダンの背番号「23」にあやかって、カリーは「2」、チャンドラーは「3」の背番号を付けていた。技術は未熟ながらも大柄な体格を活かし、ゴール下では抜群の得点力を発揮。2年目の2002-2003シーズンにはフィールドゴール成功率はリーグトップの58.5パーセントを記録した。2004-05シーズンにはブルズのマイケル・ジョーダン時代以来のプレイオフ進出に貢献するが、2005年3月に不整脈が発覚し、以降シーズン終了までの13試合を欠場。プレイオフも全て欠場し、チームはカリーの不在もあってプレイオフ1回戦で敗退した。FAとなっていたカリーに、ブルズは契約のためにも遺伝子検査を要求。検査で異常が見つかり、引退を余儀なくされた場合には、ブルズは毎年40万ドルを50年間支払う意向だったが、カリーは検査を拒否したため、ブルズはカリーの放出を決断した。健康上の不安を抱えるカリーのトレードは難航したが、ニューヨーク・ニックスとの間でカリーを含む5選手が絡んだトレードが成立した。
ニックスでは当時ヘッドコーチであったラリー・ブラウンとの間でチームのエースであったステフォン・マーブリーと共に軋轢が生じ、チーム成績は低迷を極めた。2006-2007シーズンにはゼネラルマネージャーからヘッドコーチに就任したアイザイア・トーマス体制のもと、カリーはチームのリーディングスコアラーとして活躍したが、プレイオフ進出は逃した。翌2007-08シーズンにはニックスが新たに獲得したザック・ランドルフとのコンビが注目を集めたが、上手く共存できず成績は大きく後退。
2008-09シーズンは体重超過や故障などでシーズンをほぼ全休。私生活では元運転手から同性愛を求められたとして訴えられ、また22万ドルの借金でマンションを差し押さえられ、さらに元恋人とその娘が殺害されるという事件（殺害された娘はカリーの子供ではないが、カリーと元恋人との間に生まれた当時3歳の息子は事件現場に居合わせた。容疑者は元恋人の弁護士）も起こり、公私ともに厳しい状況に追いやられている。
2011年2月22日､コーリー・ブリューワーとの交換トレードにより､アンソニー・ランドルフと共に､ミネソタ・ティンバーウルブズへ放出され、すぐに解雇された。同年12月にマイアミ・ヒートと契約し、チャンピオンリングを得たが、FAに伴い事実上の戦力外となり、2012年10月トレーニング・キャンプ時にサンアントニオ・スパーズと契約したがチームには合流せず、その後ダラス・マーベリックスに移籍したが、即解雇され、中国でプレーした後、引退した。

## プレースタイル
最大の武器であるフックショットのみで現在の地位を築いた。幅のある巨体はパワーに優れ、ゴール下では抜群の決定力を誇るが、「一度預けたボールは二度と返ってこない」と評されるように、パスアウトという考えは持っていない。また、体格の割にブロックやリバウンドは少なく、ディフェンスへの意識も低い。

## 個人成績

### NBA

#### レギュラーシーズン
| シーズン | チーム | GP  | GS  | MPG  | FG%   | 3P%   | FT%  | RPG | APG | SPG | BPG | PPG  |
| -------- | ------ | --- | --- | ---- | ----- | ----- | ---- | --- | --- | --- | --- | ---- |
| 2001–02  | CHI    | 72  | 31  | 16.0 | .501  | .000  | .656 | 3.8 | .3  | .2  | .7  | 6.7  |
| 2002–03  | CHI    | 81  | 48  | 19.4 | .585* | .000  | .624 | 4.4 | .5  | .2  | .8  | 10.5 |
| 2003–04  | CHI    | 73  | 63  | 29.5 | .496  | 1.000 | .671 | 6.2 | .9  | .3  | 1.1 | 14.7 |
| 2004–05  | CHI    | 63  | 60  | 28.7 | .538  | .000  | .720 | 5.4 | .6  | .3  | .9  | 16.1 |
| 2005–06  | NYK    | 72  | 69  | 25.9 | .563  | .000  | .632 | 6.0 | .3  | .4  | .8  | 13.6 |
| 2006–07  | NYK    | 81  | 81  | 35.2 | .576  | 1.000 | .615 | 7.0 | .8  | .4  | .5  | 19.5 |
| 2007–08  | NYK    | 59  | 58  | 25.9 | .546  | .000  | .623 | 4.7 | .5  | .2  | .5  | 13.2 |
| 2008–09  | NYK    | 3   | 0   | 4.0  | 1.000 | .000  | .333 | 1.3 | .0  | .0  | .0  | 1.7  |
| 2009–10  | NYK    | 7   | 0   | 8.9  | .381  | .000  | .588 | 1.9 | .0  | .0  | .1  | 3.7  |
| 2011–12† | MIA    | 14  | 1   | 5.9  | .462  | .000  | .750 | .9  | .1  | .0  | .1  | 2.1  |
| 2012–13  | DAL    | 2   | 0   | 12.5 | .500  | .000  | .250 | 2.0 | .0  | .0  | .0  | 4.5  |
| 通算     | 通算   | 527 | 411 | 24.9 | .545  | 1.000 | .642 | 5.2 | .5  | .3  | .7  | 12.9 |